# Orthopyxis crenata
Orthopyxis crenata is een hydroïdpoliep uit de familie Campanulariidae. De poliep komt uit het geslacht Orthopyxis. Orthopyxis crenata werd in 1901 voor het eerst wetenschappelijk beschreven door Hartlaub. 